# Гранди, Джузеппе
Джузеппе Гранди (итал. Giuseppe Grandi; 17 октября 1843[…], Вальганна, Ломбардо-Венецианское королевство — 30 ноября 1894, Вальганна, Ломбардия) — итальянский скульптор, живописец и гравёр.

## Биография

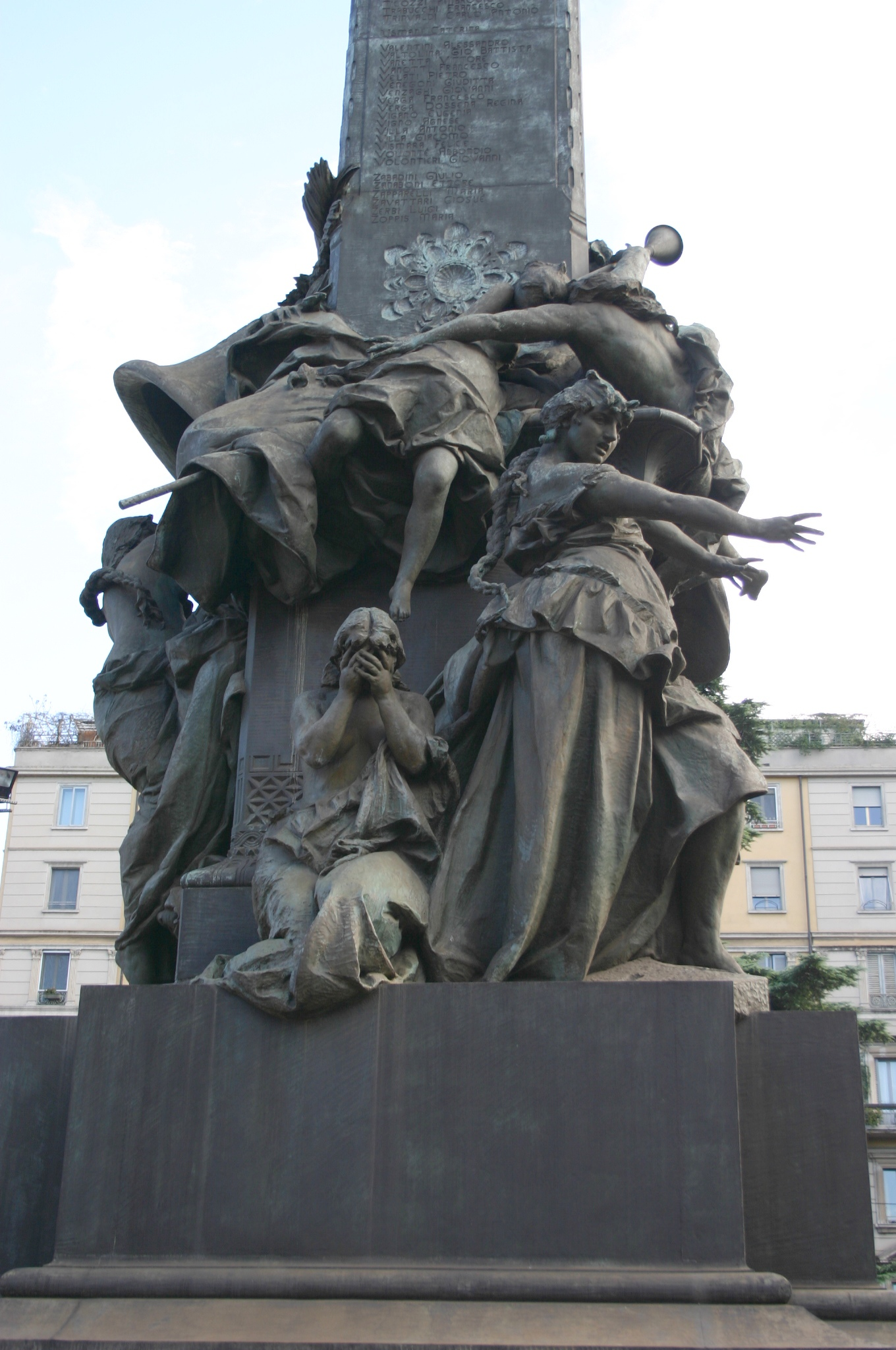
Памятник Пяти дням Милана, площадь Чинкве Джорнате, Милан

Гранди изучал искусство, живопись и скульптуру у Винченцо Вела в Академии изящных искусств Брера в Милане. В 1866 году он выиграл художественный конкурс со скульптурой «Одиссей». Позже он начал работу над веристской скульптурой, скульптора Одоардо Табакки, в городе Турин.
Прожив несколько лет в Турине, он вернулся в Милан, где присоединился к ломбардийской школе скапильятурного движения. Он подружился с Транквилло Кремоной, Чезаре Таллоне и Даниэле Ранцони, вместе с которыми участвовал в борьбе против академического искусства. Оставив в стороне мягкость неоклассицизма и ясность романтического искусства, он стремился привнести «световые» эффекты живописи в скульптуру. Таким образом, он разработал свою собственную скульптурную лепку с её яркой и живой манерой.
Он также передавал свои знания другим скульпторам, которых принимал в своей студии. Среди его учеников был скульптор Адольфо Вильдт.
Одной из самых известных его работ является памятник Чезаре Беккариа 1871 года, а также менее известные «Паджо ди Лара» 1873 года и «Марескалло Ней» 1874 года.
В 1881 году его первоначальный проект выиграл публичный конкурс на создание памятника «Пять дней Милана» на площади Порта Виттория в Милане. В течение тринадцати лет он интенсивно работал над композициями, моделями, бронзовым литьем и даже создал небольшой зверинец животных в качестве живых моделей для работы. Для каждого из «Пяти дней» ему позировали самые разные и известные модели, но он умер в 1894 году, так и не дождавшись открытия своей работы.
Город Милан переименовал в его честь одну из площадей.

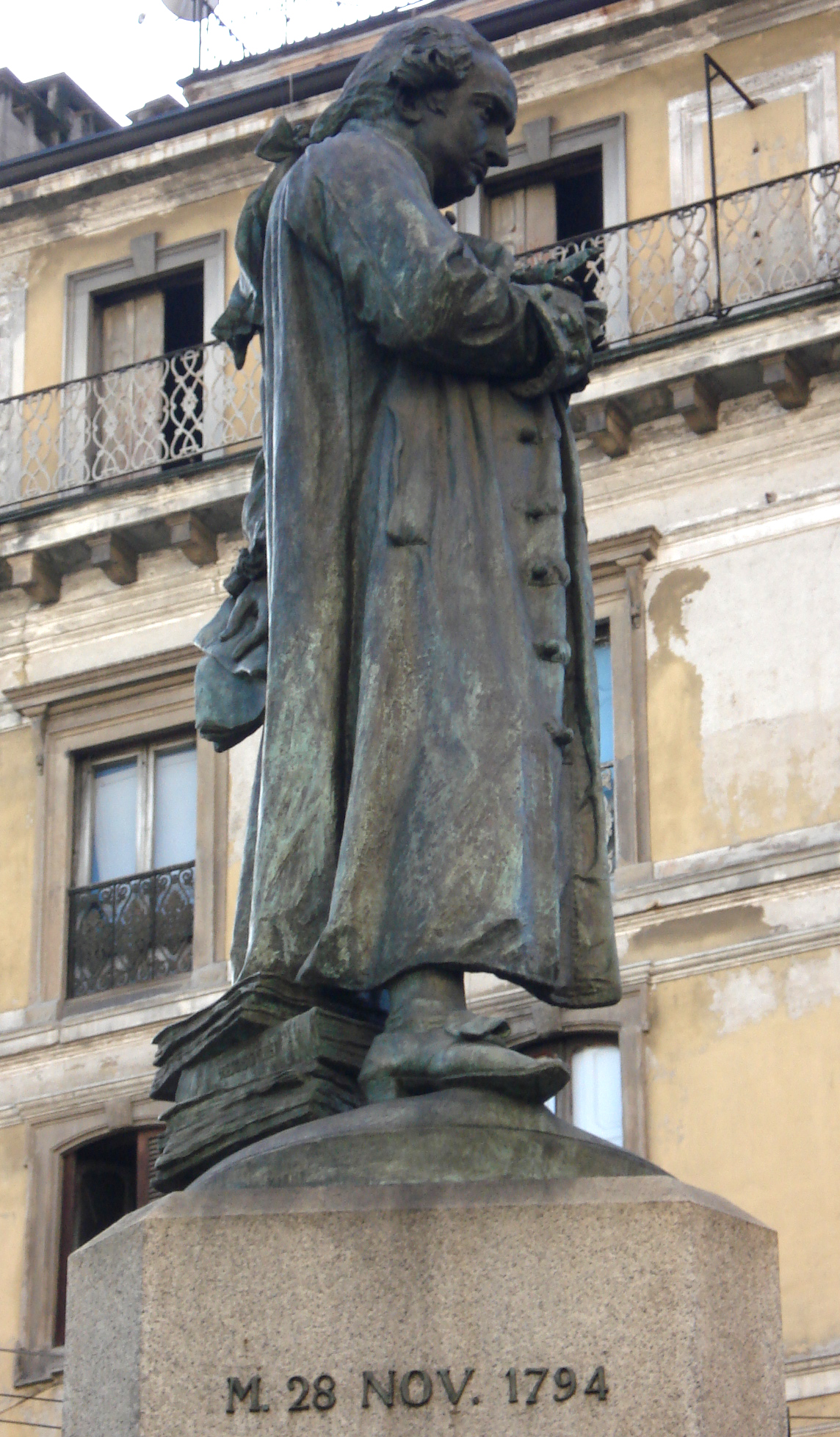
Памятник Чезаре Беккариа, площадь Беккариа, Милан